# Georges Lagouge
Georges Lagouge est un gymnaste artistique français né le 5 novembre 1893 à Neuf-Mesnil et mort le 8 septembre 1970 à Vieux-Mesnil.

## Biographie
Georges Lagouge est d'abord membre du club de gymnastique de la Hautmontoise. Il remporte avec l'équipe de France de gymnastique la médaille de bronze au concours général par équipes aux Jeux olympiques d'été de 1920 à Anvers.
Il devient ensuite chef de gymnastique de l'Avenir de Liévin. En 1958, il s'installe au Vieux-Mesnil où il est plusieurs fois élu local. Après sa mort, une salle de gymnastique à Liévin et un plateau sportif au Vieux-Mesnil sont inaugurés à son nom.